# Csinhuangtao
Csinhuangtao (egyszerűsített kínai írással: 秦皇岛, pinjin: Qínhuángdǎo) prefektúra szintű város Kínában, Hopej tartományban. Lakosainak száma 3 107 400 fő (2023).

## Népesség
| 2020 | 3 136 879 |
| 2023 | 3 107 400 |

## Testvérvárosok
- Mijazu
- Pesaro
- Seosan
- Tojama
- Lugo
- Toledo
- Communauté urbaine de Dunkerque
- Tomakomai
- Honolulu